# 統計的場の理論
統計的場の理論 (statistical field theory) は、自由度が一つの場や複数の場からなるような統計力学の任意のモデルである。言い換えると、系のミクロ状態が、場の構成を通して表現される。これは密接に場の理論に関係していて、場の量子力学を記述し、繰り込みのような多くの現象を共に持つ。もし系にポリマー（高分子）が含まれる場合には、高分子の場の理論(polymer field theory)と呼ばれる。
実は、ミンコフスキー空間からユークリッド空間へウィック回転することにより、統計的場の理論の多くの結果が量子場の理論へ直接適用することが可能となる。統計的場の理論の相関関数(correlation function)は、シュウィンガー函数(Schwinger function)と呼ばれ、それらの性質はオスターワルダー・シュラーダーの公理(Osterwalder–Schrader axioms)により記述される。
統計的場の理論は高分子フィルムやナノ構造を持つ共重合や高分子電解質のような高分子物理学や生物物理学の系を記述する事に広く使われる。